# Aliens: Dark Descent
Aliens: Dark Descent ist ein Computerspiel, das von Tindalos Interactive entwickelt wurde. Das Echtzeit-Taktikspiel im Alien-Franchise wurde am 20. Juni 2023 von Focus Entertainment für Windows, PlayStation 4 und 5 sowie Xbox One und Series X/S veröffentlicht.

## Handlung und Spielprinzip
Das Spiel erzählt keine aus der Filmreihe bekannte Handlung, sondern eine eigene Geschichte. Die Handlung ist 19 Jahre nach der originalen Filmtrilogie angesetzt. Auf dem Bergbau-Mond Lethe kommt es durch Kultmitglieder der sogenannten Darwin-Ära zu einem Alien-Ausbruch. Ein Squad der United States Colonial Marine Corps muss nun gegen die Aliens und Kultisten kämpfen.
Aus einer Vogelperspektive wird eine Gruppe von Marines gegen Aliens, Facehugger, Alien-Königinnen und Kultisten in den Kampf geführt. Die Marines steigen mit der Zeit in der Stufe auf und schalten je eine von fünf Klassen frei.

## Entwicklung
Das Spiel wurde vom französischen Entwicklerstudio Tindalos Interactive entwickelt, das zuvor die Echtzeit-Strategiespiele Battlefleet Gothic: Armada und dessen Nachfolger entwickelt hatte. Als Publisher fungierte wie bei den vorherigen Titeln des Studios das ebenfalls in Frankreich ansässige Unternehmen Focus Entertainment. Dem Geschäftsführer John Bert zufolge habe man sich bei dem Spiel sowohl an Taktikspielen als auch an Computer-Rollenspielen orientiert. Aliens: Dark Descent wurde auf dem Summer Games Fest 2022 angekündigt. Im März 2023 wurde in einem Trailer der 20. Juni des gleichen Jahres als Releasedatum enthüllt. Das Spiel erschien für PS4, PS5, Xbox One, Xbox Series und PC.

## Rezeption
Das Spiel erhielt überwiegend gute Kritiken. Die deutsche PC-Spielezeitschrift GameStar nennt es einen gelungenen Mix aus den Alien-Filmen, X-COM und Pac-Man. Gelobt werden die taktischen Kämpfe und das Aliens-Setting, kritisiert das Fehlen einer deutschen Sprachausgabe. Sowohl PC Games als auch GameStar kritisieren, dass man nicht frei speichern könne.

„Fordernde taktische Gefechte gegen Horden intelligenter Aliens, mit cleverem Squad-System und packender bedrohlicher Atmosphäre.“

IGN bemängelt zahlreiche technische Fehler. Game Informer kommt zu dem Schluss, dass die Merkmale eines Alien-Titels gut getroffen werden. Präzise Kontrolle der Squad-Mitglieder gestalte sich aber oft schwierig.